# ETTU Champions League 2014/15
Die ETTU Champions League wurde mit der Saison 2014/2015 zum 17. Mal veranstaltet. Als Titelverteidiger trat der französische Verein AS Pontoise-Cergy TT an. Statt 13 Mannschaften, wie in der Vorsaison, nahmen in dieser Spielzeit 16 Vereine am Wettbewerb teil. Sieger wurde der russische Verein Gazprom Fakel Orenburg, der sich im Finale gegen Borussia Düsseldorf durchsetzte.

## Vorrunde

### Gruppe A
| Platz | Mannschaft             | Begegnungen | Spiele | Punkte |
| ----- | ---------------------- | ----------- | ------ | ------ |
| 1     | Gazprom Fakel Orenburg | 6           | 15:4   | 11     |
| 2     | AS Pontoise-Cergy TT   | 6           | 13:6   | 10     |
| 3     | Olimpia-Unia Grudziądz | 6           | 10:11  | 9      |
| 4     | Roskilde Bordtennis    | 6           | 1:18   | 6      |

| Datum         | Heimmannschaft         | Gastmannschaft         | Ergebnis |
| ------------- | ---------------------- | ---------------------- | -------- |
| 6. Sep. 2014  | Gazprom Fakel Orenburg | Olimpia-Unia Grudziądz | 3:0      |
| 6. Sep. 2014  | AS Pontoise-Cergy TT   | Roskilde Bordtennis    | 3:0      |
| 4. Okt. 2014  | AS Pontoise-Cergy TT   | Gazprom Fakel Orenburg | 0:3      |
| 4. Okt. 2014  | Roskilde Bordtennis    | Olimpia-Unia Grudziądz | 0:3      |
| 10. Okt. 2014 | Gazprom Fakel Orenburg | Roskilde Bordtennis    | 3:0      |
| 10. Okt. 2014 | Olimpia-Unia Grudziądz | AS Pontoise-Cergy TT   | 0:3      |
| 21. Nov. 2014 | Olimpia-Unia Grudziądz | Gazprom Fakel Orenburg | 1:3      |
| 21. Nov. 2014 | Roskilde Bordtennis    | AS Pontoise-Cergy TT   | 0:3      |
| 28. Nov. 2014 | Gazprom Fakel Orenburg | AS Pontoise-Cergy TT   | 0:3      |
| 28. Nov. 2014 | Olimpia-Unia Grudziądz | Roskilde Bordtennis    | 3:1      |
| 5. Dez. 2014  | Roskilde Bordtennis    | Gazprom Fakel Orenburg | 0:3      |
| 5. Dez. 2014  | AS Pontoise-Cergy TT   | Olimpia-Unia Grudziądz | 1:3      |

### Gruppe B
| Platz | Mannschaft           | Begegnungen | Spiele | Punkte |
| ----- | -------------------- | ----------- | ------ | ------ |
| 1     | SVS Niederösterreich | 6           | 16:11  | 10     |
| 2     | Chartres ASTT        | 6           | 14:10  | 10     |
| 3     | Elsov Ai             | 6           | 14:15  | 9      |
| 4     | Werder Bremen        | 6           | 8:16   | 7      |

| Datum         | Heimmannschaft       | Gastmannschaft       | Ergebnis |
| ------------- | -------------------- | -------------------- | -------- |
| 5. Sep. 2014  | Chartres ASTT        | SVS Niederösterreich | 0:3      |
| 5. Sep. 2014  | Werder Bremen        | Elsov Ai             | 3:1      |
| 3. Okt. 2014  | Werder Bremen        | Chartres ASTT        | 0:3      |
| 3. Okt. 2014  | Elsov Ai             | SVS Niederösterreich | 3:2      |
| 10. Okt. 2014 | Chartres ASTT        | Elsov Ai             | 2:3      |
| 10. Okt. 2014 | SVS Niederösterreich | Werder Bremen        | 3:2      |
| 22. Nov. 2014 | SVS Niederösterreich | Chartres ASTT        | 2:3      |
| 21. Nov. 2014 | Elsov Ai             | Werder Bremen        | 3:2      |
| 28. Nov. 2014 | Chartres ASTT        | Werder Bremen        | 3:0      |
| 29. Nov. 2014 | SVS Niederösterreich | Elsov Ai             | 3:2      |
| 2014          | Elsov Ai             | Chartres ASTT        | 2:3      |
| 2014          | Werder Bremen        | SVS Niederösterreich | 1:3      |

### Gruppe C
| Platz | Mannschaft            | Begegnungen | Spiele | Punkte |
| ----- | --------------------- | ----------- | ------ | ------ |
| 1     | UMMC Verkhnaya Pyshma | 6           | 18:6   | 12     |
| 1     | 1. FC Saarbrücken     | 6           | 9:12   | 9      |
| 3     | Vaillante Angers      | 6           | 11:14  | 8      |
| 4     | Sten Ostrov           | 6           | 10:16  | 7      |

| Datum         | Heimmannschaft        | Gastmannschaft        | Ergebnis |
| ------------- | --------------------- | --------------------- | -------- |
| 6. Sep. 2014  | UMMC Verkhnaya Pyshma | Vaillante Angers      | 3:1      |
| 6. Sep. 2014  | 1. FC Saarbrücken     | Sten Ostrov           | 3:1      |
| 3. Okt. 2014  | 1. FC Saarbrücken     | UMMC Verkhnaya Pyshma | 0:3      |
| 3. Okt. 2014  | Sten Ostrov           | Vaillante Angers      | 2:3      |
| 10. Okt. 2014 | 1. FC Saarbrücken     | Vaillante Angers      | 3:1      |
| 12. Okt. 2014 | UMMC Verkhnaya Pyshma | Sten Ostrov           | 3:1      |
| 21. Nov. 2014 | Vaillante Angers      | UMMC Verkhnaya Pyshma | 2:3      |
| 21. Nov. 2014 | Sten Ostrov           | 1. FC Saarbrücken     | 1:3      |
| 26. Nov. 2014 | UMMC Verkhnaya Pyshma | 1. FC Saarbrücken     | 3:0      |
| 29. Nov. 2014 | Vaillante Angers      | Sten Ostrov           | 1:3      |
| 5. Dez. 2014  | Sten Ostrov           | UMMC Verkhnaya Pyshma | 2:3      |
| 5. Dez. 2014  | 1. FC Saarbrücken     | Vaillante Angers      | 0:3      |

### Gruppe D
| Platz | Mannschaft          | Begegnungen | Spiele | Punkte |
| ----- | ------------------- | ----------- | ------ | ------ |
| 1     | Borussia Düsseldorf | 6           | 18:3   | 12     |
| 2     | Bogoria Grodzisk    | 6           | 11:10  | 9      |
| 3     | GV Hennebont        | 6           | 7:12   | 8      |
| 4     | SPG Walter Wels     | 6           | 5:16   | 7      |

| Datum         | Heimmannschaft      | Gastmannschaft      | Ergebnis |
| ------------- | ------------------- | ------------------- | -------- |
| 5. Sep. 2014  | Borussia Düsseldorf | Bogoria Grodzisk    | 3:0      |
| 5. Sep. 2014  | GV Hennebont        | SPG Walter Wels     | 3:0      |
| 3. Okt. 2014  | GV Hennebont        | Borussia Düsseldorf | 0:3      |
| 5. Okt. 2014  | Bogoria Grodzisk    | SPG Walter Wels     | 1:3      |
| 11. Okt. 2014 | SPG Walter Wels     | Borussia Düsseldorf | 1:3      |
| 12. Okt. 2014 | Bogoria Grodzisk    | GV Hennebont        | 3:0      |
| 21. Nov. 2014 | Bogoria Grodzisk    | Borussia Düsseldorf | 1:3      |
| 22. Nov. 2014 | SPG Walter Wels     | GV Hennebont        | 0:3      |
| 28. Nov. 2014 | Borussia Düsseldorf | GV Hennebont        | 3:0      |
| 29. Nov. 2014 | SPG Walter Wels     | Bogoria Grodzisk    | 0:3      |
| 5. Dez. 2014  | Borussia Düsseldorf | SPG Walter Wels     | 3:1      |
| 5. Dez. 2014  | GV Hennebont        | Bogoria Grodzisk    | 1:3      |

## K.-o.-Phase

### Viertelfinale
Die Hinspiele fanden vom 15. bis 16. und die Rückspiele am 23. Januar statt.
|                      | Gesamt             |                        | Hinspiel | Rückspiel |
| -------------------- | ------------------ | ---------------------- | -------- | --------- |
| 1. FC Saarbrücken    | 00:60              | Gazprom Fakel Orenburg | 0:3      | 0:3       |
| Bogoria Grodzisk     | 02:60              | SVS Niederösterreich   | 1:3      | 1:3       |
| Chartres ASTT        | 06:20              | UMMC Verkhnaya Pyshma  | 3:1      | 3:1       |
| AS Pontoise-Cergy TT | 04:4(16:17 Sätze)0 | Borussia Düsseldorf    | 3:1      | 1:3       |

### Halbfinale
Die Hinspiele fanden vom 13. bis 14. März und die Rückspiele am 3. und 4. April statt.
|                      | Gesamt |                        | Hinspiel | Rückspiel |
| -------------------- | ------ | ---------------------- | -------- | --------- |
| SVS Niederösterreich | 02:60  | Gazprom Fakel Orenburg | 1:3      | 1:3       |
| Chartres ASTT        | 02:60  | Borussia Düsseldorf    | 1:3      | 1:3       |

### Finale
Das Hinspiel fand am 10. Mai und das Rückspiel am 29. Mai statt.
|                     | Gesamt |                        | Hinspiel | Rückspiel |
| ------------------- | ------ | ---------------------- | -------- | --------- |
| Borussia Düsseldorf | 03:40  | Gazprom Fakel Orenburg | 3:1      | 0:3       |

#### Hinspiel
| Mannschaften | Borussia Düsseldorf | Gazprom Fakel Orenburg | 3:1 |
| ------------ | ------------------- | ---------------------- | --- |
| Einzel 1     | Timo Boll           | Vladimir Samsonov      | 3:0 |
| Einzel 2     | Patrick Franziska   | Dimitrij Ovtcharov     | 1:3 |
| Einzel 3     | Panagiotis Gionis   | Alexei Smirnow         | 3:1 |
| Einzel 4     | Timo Boll           | Dimitrij Ovtcharov     | 3:2 |

#### Rückspiel
| Mannschaften | Gazprom Fakel Orenburg | Borussia Düsseldorf | 3:0 |
| ------------ | ---------------------- | ------------------- | --- |
| Einzel 1     | Vladimir Samsonov      | Patrick Franziska   | 3:1 |
| Einzel 2     | Dimitrij Ovtcharov     | Timo Boll           | 3:0 |
| Einzel 3     | Alexei Smirnow         | Panagiotis Gionis   | 3:2 |